# .in
.in è il dominio di primo livello nazionale assegnato all'India.
È amministrato da National Internet Exchange of India (NIXI).

Il logo .भारत (pronuncia "Bharat") contiene l'Ashoka Chakra

Esistono diversi domini internazionalizzati corrispondenti ad altrettante lingue e sistemi di scrittura utilizzati in India:
- .भारत per la lingua hindi (alfabeto devanagari)
- .بھارت per la lingua urdu (alfabeto arabo)
- .భారత్ per la lingua telugu
- .ભારત per la lingua gujarati
- .ਭਾਰਤ per la lingua punjabi (alfabeto gurmukhi)
- .இந்தியா per la lingua tamil
- .ভারত per la lingua bengali
- .ಭಾರತ per la lingua kannada
- .ഭാരതം per la lingua malayalam
- .ভাৰত per la lingua assamese (alfabeto bengalese)
- .ଭାରତ per la lingua oriya
- .بارت per la lingua kashmiri (alfabeto arabo)
- .भारतम् per la lingua sanscrita (alfabeto devanagari)
- .भारोत per la lingua santali (alfabeto devanagari)
- .ڀارت per la lingua sindhi (alfabeto arabo)

## Domini di secondo livello
Sono disponibili oltre 30 domini di secondo livello a cui si aggiungono quelli riservati per le istituzioni qualificate:
- ac.in
- res.in
- edu.in
- gov.in
- mil.in